# Оводов Микола Васильович
Микола Васильович Оводов (1864–1941) — міський голова Вінниці від 30 березня 1899 до початку 1917 року.

## Біографія
Народився 17 листопада 1864 року у Воронезькій губернії у збіднілій дворянській сім'ї. Здобув медичну освіту в університеті святого Володимира у Києві та був направлений у Подільську губернію, де 7 березня 1889 року його призначили ямпільським міським лікарем. Через рік Оводов був переведений на таку саму посаду у Вінницю. Крім того, в 1890 році він став лікарем місцевого реального училища, а в 1892 був призначений консультантом з хірургічних хвороб при Вінницькій окружній психіатричній лікарні.
Плідна професійна і громадська діяльність не залишилась непоміченою і 30 березня 1899 року постановою Вінницької Міської Думи він був обраний міським головою на чотирирічний термін, пізніше неодноразово перебирався і займав цей пост до початку 1917 р. Саме під час головування Оводова відбувся величезний прогрес у розвитку Вінниці. Значними подіями в житті міста були спорудження: Народного дому на Замості (1902), міського театру (1910), електростанції та перших електричних ліхтарів (1910), першої черги водогону (1910–1911), міської думи на Поштовій вулиці (1911), готелю «Савой» (нині «Україна»), що був найоригінальнішою будовою того часу, обладнаною центральним водяним опаленням та електричним ліфтом (1912), трамвайне сполучення центру та Замостя (1912), закладення міського парку, телефонна станція. Протягом 1912–1916 рр. видавалась газета «Юго-Западный край», що була органом Вінницької міської думи.
З ім'ям Оводова пов'язано більшість важливих справ, що торкалися в той час Вінниці, і розглядалися міською думою і міською управою.
М. В. Оводов закінчив своє життя в Одесі 29 березня 1941 року, де працював лікарем. Похований в Одесі на Другому християнському цвинтарі.

## Нагороди
Орден св. Анни 3 ст., (1894 р.)
св. Станіслава ІІ ступеня (1897 р.)
св. Анни II ст.(1902 р.)